# 気仙沼市立病院駅
気仙沼市立病院駅（けせんぬましりつびょういんえき）は、宮城県気仙沼市赤岩杉ノ沢にある、東日本旅客鉄道（JR東日本）気仙沼線BRT（バス高速輸送システム）のバス停留所である。
気仙沼線BRTの運行開始後に新設された。

## 概要
気仙沼市立病院の移転に伴い、病院敷地内に開設された。9時 - 16時の間の一部の便が当駅に停車する。
病院の移転前は、東日本大震災後に県道上に設けられたBRTの南気仙沼駅に近接していたため、南気仙沼駅に「市立病院入口」の副駅名が追加されていた。

## 歴史
東日本大震災で被災した気仙沼線柳津駅 - 気仙沼駅間をBRTとして本復旧することが2016年（平成28年）3月に決まった後、気仙沼市は2016年（平成28年）7月、大船渡線BRTも含めて9件の新駅設置の申し入れを行った。当駅はその1つとして挙げられたものである。
2017年（平成29年）7月に開催された気仙沼市地域公共交通会議において、市立病院の移転に伴う、当駅の設置を含む公共交通の再編が了承された。気仙沼線BRTに関しては当面は実証運行とし、利用状況を見ながらその後の運行を検討・議論することとされた。
2019年（令和元年）11月の令和元年度第3回気仙沼市地域公共交通会議において、実証運行で一定の利用があったことから、松岩駅 - 不動の沢駅間のBRT専用道の供用開始に合わせて本運行としての位置づけに変更する旨の報告が行われた。この際、通過乗車している（当駅で乗降しない）人数が多いという実績から、当駅経由の便数の見直しが行われた。この変更は2020年（令和2年）3月14日のダイヤ改正で実施された。

### 年表
- 2016年（平成28年）7月：気仙沼市よりJR東日本へ、当駅を含む9駅の新設について申し入れを行う[3]。
- 2017年（平成29年）
  - 7月26日：気仙沼市地域公共交通会議において当駅の設置が了承される[4]。
  - 9月13日：JR東日本より、実証運行として当駅の新設が発表される[7]。
  - 11月2日：開業[7]。停車本数は1日7往復[8]。
- 2020年（令和2年）3月14日：本運行に移行し、営業キロを設定する一方で、赤岩港駅経由の専用道供用開始に伴い、停車本数を1日3往復に減便[6]。

## 駅構造
気仙沼市立病院の構内ロータリー上に乗降場が設けられており、両方向とも同一の乗降場から乗り降りする。ミヤコーバス「気仙沼市立病院」停留所も同位置にある。

## 利用状況
JR東日本によると、2023年度（令和5年度）の1日平均乗車人員は4人である。
開業後の推移は以下のとおりである。
| 乗車人員推移       | 乗車人員推移     | 乗車人員推移   |
| 年度               | 1日平均 乗車人員 | 出典           |
| ------------------ | ---------------- | -------------- |
| 2017年（平成29年） | 15               | [ 利用客数 2 ] |
| 2018年（平成30年） | 14               | [ 利用客数 3 ] |
| 2019年（令和元年） | 14               | [ 利用客数 4 ] |
| 2020年（令和02年） | 3                | [ 利用客数 5 ] |
| 2021年（令和03年） | 4                | [ 利用客数 6 ] |
| 2022年（令和04年） | 4                | [ 利用客数 7 ] |
| 2023年（令和05年） | 4                | [ 利用客数 1 ] |

## 駅周辺
- 気仙沼市立病院
  - 気仙沼市立病院付属看護専門学校
- 国道45号気仙沼バイパス
- 気仙沼警察署
- 宮城県気仙沼合同庁舎
  - 気仙沼県税事務所
  - 気仙沼水産試験場

## 隣の停留所
東日本旅客鉄道（JR東日本）
■気仙沼線BRT（一般道経由）
松岩駅 - 気仙沼市立病院駅 - 南気仙沼駅

### 記事本文
1. ↑  「新病院が開院します。 (PDF)」気仙沼市立病院。2017年9月25日時点のオリジナル (PDF)よりアーカイブ。2025年6月24日閲覧。
2. ↑  「震災で一部不通の気仙沼線、復旧を正式に断念…BRTを継続運行へ」『レスポンス』イード、2016年3月18日。2022年2月27日閲覧。
3. 1 2  「BRT新駅の設置要望に係る合意について (PDF)」気仙沼市、2020年6月3日。2022年2月27日閲覧。
4. 1 2  「新病院の利用案内及び新病院開院に伴う公共交通の再編について (PDF)」気仙沼市、2017年12月13日。2022年8月17日閲覧。
5. ↑  「気仙沼線BRT「気仙沼市立病院駅経由」の本運行について (PDF)」気仙沼市、2020年2月18日。2022年8月17日閲覧。
6. 1 2  「気仙沼線BRT・大船渡線BRTダイヤ改正について (PDF)」（プレスリリース）、東日本旅客鉄道盛岡支社／東日本旅客鉄道仙台支社、2020年1月22日。2022年8月17日閲覧。
7. 1 2  「気仙沼線BRT「気仙沼市立病院駅」設置のお知らせ (PDF)」（プレスリリース）、東日本旅客鉄道盛岡支社、2017年9月13日。2017年9月25日時点のオリジナル (PDF)よりアーカイブ。2025年6月24日閲覧。
8. ↑  「気仙沼線BRT 気仙沼市立病院駅開業・ダイヤ改正」鉄道コム、2017年9月25日。2025年6月24日閲覧。

### 利用状況
1. 1 2  「BRT駅別乗車人員（2023年度）| 企業サイト：JR東日本」東日本旅客鉄道。2025年6月24日閲覧。
2. ↑  「BRT駅別乗車人員（2017年度）：JR東日本」東日本旅客鉄道。2025年6月24日閲覧。
3. ↑  「BRT駅別乗車人員（2018年度）：JR東日本」東日本旅客鉄道。2025年6月24日閲覧。
4. ↑  「BRT駅別乗車人員（2019年度）：JR東日本」東日本旅客鉄道。2025年6月24日閲覧。
5. ↑  「BRT駅別乗車人員（2020年度）| 企業サイト：JR東日本」東日本旅客鉄道。2025年6月24日閲覧。
6. ↑  「BRT駅別乗車人員（2021年度）| 企業サイト：JR東日本」東日本旅客鉄道。2025年6月24日閲覧。
7. ↑  「BRT駅別乗車人員（2022年度）| 企業サイト：JR東日本」東日本旅客鉄道。2025年6月24日閲覧。